# Чемпіонат України з легкої атлетики в приміщенні 2014
Чемпіонат України з легкої атлетики в приміщенні 2014 серед дорослих був проведений 19-21 лютого в Сумах в манежі Української академії банківської справи. Одночасно визначались чемпіони з багатоборських дисциплін у межах окремого чемпіонату.

## Призери

### Чоловіки
| Дисципліни                | Золото                                                                           | Золото   | Срібло                                                                        | Срібло   | Бронза                                                                       | Бронза   |
| ------------------------- | -------------------------------------------------------------------------------- | -------- | ----------------------------------------------------------------------------- | -------- | ---------------------------------------------------------------------------- | -------- |
| 60 метрів                 | Ігор Бодров Харківська область                                                   | 6,66     | Еміль Ібрагімов Чернівецька область                                           | 6,76     | Сергій Смелик Луганська область                                              | 6,78     |
| 400 метрів                | Віталій Бутрим Сумська область                                                   | 46,72    | Євген Гуцол Сумська область                                                   | 46,85    | Данило Даниленко Донецька область                                            | 47,73    |
| 800 метрів                | Віктор Тюменцев Донецька область                                                 | 1.51,60  | В'ячеслав Олішевський Житомирська область                                     | 1.51,65  | Віталій Маринич Житомирська область                                          | 1.52,22  |
| 1500 метрів               | Артем Казбан Дніпропетровська область                                            | 4.04,76  | Володимир Киц Київська область                                                | 4.05,52  | Віктор Приходько Чернівецька область                                         | 4.05,94  |
| 3000 метрів               | Іван Стребков Тернопільська область                                              | 8.09,49  | Станіслав Маслов Київська область                                             | 8.10,38  | Ілля Сухарєв Донецька область                                                | 8.12,60  |
| 60 метрів з бар'єрами     | Олексій Касьянов Запорізька область                                              | 7,93     | Артем Шаматрин Київ                                                           | 8,04     | Микита Захарченко Київ                                                       | 8,08     |
| 3000 метрів з перешкодами | Ілля Сухарєв Донецька область                                                    | 8.37,80  | Павло Олійник Чернігівська область                                            | 8.45,39  | Юрій Грицак Миколаївська область                                             | 8.49,96  |
| 4×400 метрів              | Запорізька областьВолодимир Бураков Олексій Рємєнь Олег Герман Михайло Яворський | 3.15,57  | Житомирська областьДмитро Гедзюк Юрій Чорний Назарій Дзюбенко Максим Костічев | 3.16,74  | Харківська областьСергій Луняк Тарас Колісник Денис Васюренко Дмитро Бікулов | 3.18,50  |
| Ходьба 10000 метрів       | Олександр Венгловський Житомирська область                                       | 42.09,93 | Сергій Світличний Сумська область                                             | 43.28,05 | Олексій Шелест Сумська область                                               | 44.40,13 |
| Стрибки у висоту          | Юрій Крімаренко Київ                                                             | 2,25     | Віталій Самойленко Херсонська область                                         | 2,20     | Андрій Ковальов Херсонська область                                           | 2,20     |
| Стрибки з жердиною        | Денис Юрченко Донецька область                                                   | 5,40     | Олександр Корчмід Київська область                                            | 5,40     | Владислав Ревенко Київська область                                           | 5,40     |
| Стрибки у довжину         | Олексій Касьянов Запорізька область                                              | 7,64     | Тарас Неледва Луганська область                                               | 7,60     | Михайло Білобородов Донецька область                                         | 7,42     |
| Потрійний стрибок         | Віктор Кузнєцов Київська область                                                 | 16,54    | Євген Семененко Харківська область                                            | 16,27    | Віктор Ястребов Київська область                                             | 16,27    |
| Штовхання ядра            | Андрій Семенов Одеська область                                                   | 18,98    | Андрій Бородкін Тернопільська область                                         | 18,93    | Віктор Самолюк Київська область                                              | 18,03    |
| Семиборство               | Василь Іваницький Львівська область                                              | 5740     | Олександр Паламарчук Київська область                                         | 5533     | Віталій Пінкевич Львівська область                                           | 5418     |

### Жінки
| Дисципліни                | Золото                                                                                | Золото   | Срібло                                                                 | Срібло   | Бронза                                                                               | Бронза   |
| ------------------------- | ------------------------------------------------------------------------------------- | -------- | ---------------------------------------------------------------------- | -------- | ------------------------------------------------------------------------------------ | -------- |
| 60 метрів                 | Наталя Погребняк Харківська область                                                   | 7,29     | Наталія Строгова Луганська область                                     | 7,43     | Марія Шмідова Донецька область                                                       | 7,46     |
| 400 метрів                | Анна Рижикова Дніпропетровська область                                                | 54,19    | Христина Стуй Київ                                                     | 54,22    | Ксенія Карандюк Київська область                                                     | 54,24    |
| 800 метрів                | Ольга Ляхова Полтавська область                                                       | 2.23,38  | Анастасія Ткачук Запорізька область                                    | 2.24,16  | Олеся Дідоводюк Закарпатська область                                                 | 2.24,82  |
| 1500 метрів               | Марія Шаталова АР Крим                                                                | 4.25,54  | Ольга Єкименко Донецька область                                        | 4.26,43  | Ганна Дункан АР Крим                                                                 | 4.29,56  |
| 3000 метрів               | Вікторія Погорєльська Харківська область                                              | 9.26,43  | Тетяна Джурко Харківська область                                       | 9.34,06  | Марія Ходаківська Київська область                                                   | 9.45,37  |
| 60 метрів з бар'єрами     | Анна Плотіцина Харківська область                                                     | 8,15     | Ганна Мельниченко Запорізька область                                   | 8,30     | Олена Яновська Вінницька область                                                     | 8,42     |
| 3000 метрів з перешкодами | Вікторія Калюжна Дніпропетровська область                                             | 10.09,26 | Оксана Райта Львівська область                                         | 10.24,72 | Юлія Кухар Львівська область                                                         | 10.30,59 |
| 4×400 метрів              | Дніпропетровська областьАнна Рижикова Анастасія Лебідь Тетяна Компанієць Юлія Баралей | 3.43,35  | КиївЮлія Краснощок Христина Стуй Анастасія Рабченюк Вікторія Ніколенко | 3.43,47  | Київська областьАльона Маротчак Катерина Балясникова Іванна Аврамчук Ксенія Карандюк | 3.43,54  |
| Ходьба 5000 метрів        | Наталія Цимбалюк Житомирська область                                                  | 23.24,97 | Людмила Шелест Сумська область                                         | 23.35,05 | Вікторія Ференц Сумська область                                                      | 23.44,57 |
| Стрибки у висоту          | Ірина Геращенко Київ                                                                  | 1,95     | Оксана Окунєва Миколаївська область                                    | 1,92     | Олена Холоша Миколаївська область                                                    | 1,89     |
| Стрибки з жердиною        | Аліна Лесик Миколаївська область                                                      | 4,00     | Катерина Козлова Донецька область                                      | 4,00     | Маргарита Кривко Одеська область                                                     | 3,80     |
| Стрибки у довжину         | Анна Венгрус Харківська область                                                       | 6,53     | Ірина Ніколаєва Черкаська область                                      | 6,46     | Маргарита Твердохліб Донецька область                                                | 6,33     |
| Потрійний стрибок         | Ольга Саладуха Донецька область                                                       | 14,65    | Наталія Ястребова АР Крим                                              | 13,58    | Ірина Ніколаєва Черкаська область                                                    | 13,58    |
| Штовхання ядра            | Галина Облещук Івано-Франківська область                                              | 18,31    | Ольга Голодна Київська область                                         | 16,67    | Любов Брайляк Івано-Франківська область                                              | 15,40    |
| П'ятиборство              | Інна Синиця Полтавська область                                                        | 4125     | Катерина Столярова Херсонська область                                  | 3574     | Наталія Башли Одеська область                                                        | 3572     |